# Ундина (повесть)
«Ундина» (нем. Undine) — сказочная повесть немецкого писателя Фридриха де Ла Мотт-Фуке, опубликованная в 1811 году, наиболее известное и значительное произведение автора. «Ундина» написана на тему народного сказания о любви русалки к рыцарю. Повесть была переведена на многие языки, а также послужила основой ряда музыкальных произведений.

## Сюжет
Действие происходит «много сотен лет назад» в Швабии. Пожилой рыбак с женой жили в хижине на косе на берегу большого озера, где рыбак ловил рыбу. От имперского города и других поселений их отделял дремучий лес, о котором ходила дурная слава, поскольку путники нередко встречали там страшных существ. Рыбак иногда ходил в город продавать свою рыбу, однако в основном супруги жили уединённо. С ними жила приёмная дочь Ундина лет восемнадцати. Много лет назад, вскоре после того, как маленькая дочь пары утонула в озере, к ним в дом пришла маленькая девочка, как будто вышедшая из воды, которая не смогла объяснить, откуда она взялась.
Однажды из леса к хижине вышел всадник, это был молодой рыцарь Хульдбранд фон Рингштеттен, который отправился в лес, поскольку его дама сердца Бертальда попросила его узнать, что за страшные создания водятся в лесу. Увидев Ундину, рыцарь тут же полюбил её, и девушка отвечала ему взаимностью. В это время разразилась страшная буря, и лесной ручей, выйдя из берегов, отрезал косу от берега, превратив её в остров. Рыцарь остался жить у рыбака. Как-то ночью к ним присоединился священник, лодка которого попала в бурю. Рыцарь попросил священника обвенчать их с Ундиной, что тот и исполнил. При этом после венчания Ундина, словно желая рассказать всем свою тайну, упомянула, что у неё нет души, однако присутствующие восприняли это как одну из странностей девушки. На следующий день девушка признаётся Хульдбранду, что она — ундина, русалка из мира водяных духов, которые, в отличие от людей, не обладают бессмертной душой и исчезают после смерти. Но русалка, которая полюбил человека, обретает душу, и теперь у Ундины тоже есть душа. Рыцарь клянётся, что никогда не покинет Ундину.
На следующий день лесной ручей (который оказался дядей Ундины по имени Кюлеборн) успокаивается, и рыцарь с молодой женой уезжают в город. По дороге их сопровождает Кюлеборн в облике человека в белых одеяниях, при этом он говорит рыцарю, что тот должен всегда оставаться верным Ундине. В городе Ундина знакомится с Бертальдой, девушки начинают дружить. Узнав от дяди о происхождении Бертальды, Ундина во время праздника раскрывает его: оказывается, Бертальда — та самая дочь рыбака, которую унёс поток, а позже её нашёл и усыновил герцог. Вопреки ожиданиям Ундины, Бертальда приходит в ужас от известия о том, что она дочь простого рыбака. Герцог приказывает Бертальде жить с настоящими родителями, но рыбак, увидев нежелание дочери, предлагает ей прийти на косу через лес, когда она сама будет готова к этому. Пока же вместе с Ундиной и рыцарем Бертальда уезжает в замок Рингштеттен, где рыцарь всё больше отдаёт предпочтение Бертальде.
Весной все трое отправляются в путешествие по Дунаю. Однако со временем они достагают владений Кюлеборна, и тот начинает досаждать путешествующим. Наконец, рыцарь не выдерживает и начинает открыто ругать Ундину за все злодеяния её родственников. Из-за этого Ундина навсегда возвращается в воду, но просит рыцаря хранить ей верность. Рыцарь с Бертальдой возвращаются в замок и через некоторое время решают пожениться, хотя священник, когда-то венчавший рыцаря с Ундиной, выступает против этого. И священнику, и самому рыцарю во сне является Ундина с просьбой не допустить свадьбы. Однако Хульдбранд всё же венчается с Бертальдой, после чего накануне первой брачной ночи к нему приходит Ундина, и он умирает в её объятьях.

## Значение
Критики и простые читатели приняли повесть с восторгом. В 1815 году она была переведена на итальянский язык, в 1818 — на французский, английский и датский. Позже появился вольный перевод на русский, созданный Василием Жуковским.
Э. Т. А. Гофман создал по мотивам повести одноимённую оперу«, Жан Жироду — пьесу, Пётр Чайковский — оперу, сохранившуюся частично.